# 3. oktober
3. oktober je 276. dan leta (277. v prestopnih letih) v gregorijanskem koledarju. Ostaja še 89 dni.

## Dogodki
- 1810 – v Ljubljani izide prva številka časnika Télégraphe officiel
- 1918 – Nemško cesarstvo in Avstrija zaprosita ZDA za premirje
- 1929 – Kraljevina SHS se preimenuje v Kraljevino Jugoslavijo
- 1932 – Irak postane neodvisna država
- 1935 – Italija napade Etiopijo
- 1939 – ZDA se razglasijo za nevtralne
- 1940 – v Londonu se vzpostavi belgijska vlada v izgnanstvu
- 1962 – ZDA prično pomorsko blokado Kube
- 1990 – Nemška demokratična republika se formalno pridruži Zvezni republiki Nemčiji
- 1993 – Začne se bitka za Mogadiš, umre 18 ameriških vojakov ter okoli 1.000 Somalijcev
- 2004 – četrte parlamentarne volitve v samostojni Sloveniji
- 2010 – Nemčija odplača zadnji obrok vojnega dolga iz prve svetovne vojne
- 2013 – Pred obalo Lampeduse umre najmanj 300 afriških priseljencev

## Rojstva
- 1292 – Eleanor de Clare, angleška plemkinja, žena Hugha Despenserja mlajšega († 1337)
- 1802 – John Gorie, ameriški zdravnik, izumitelj, človekoljub († 1855)
- 1814 – Hervé-Auguste-Etienne-Albans Faye, francoski astronom († 1902)
- 1854 – William Crawford Gorgas, ameriški zdravnik († 1920)
- 1858 – Eleonora Duse, italijanska gledališka igralka († 1924)
- 1889 – Carl von Ossietzky, judovsko-nemški pacifist († 1938)
- 1895 – Sergej Aleksandrovič Jesenin, ruski pesnik († 1925)
- 1897 – Louis Aragon, francoski pisatelj († 1982)
- 1898 – Ivan Kern, slovenski admiral († 1991)
- 1900 – Thomas Clayton Wolfe, ameriški pisatelj († 1938)
- 1922 – France Kosmač, slovenski pesnik, scenarist, filmski režiser († 1974)
- 1925 – Gore Vidal, ameriški pisatelj
- 1962 – Tommy Lee, ameriški glasbenik
- 1969 – Gwen Stefani, ameriška pevka
- 1981 – Zlatan Ibrahimović, švedski nogometaš
- 1995 – Milo Meskens, belgijski glasbenik in besedilopisec

## Smrti
- 1078 – Izjaslav I., kijevski veliki knez (* 1024)
- 1174 – Henrik I., krški škof
- 1226 – Sveti Frančišek Asiški, italijanski pridigar, ustanovitelj reda frančiškanov (* 1181)
- 1283 – Dafydd ap Gruffydd, valižanski princ (* 1235)
- 1369 – Margareta Tirolska, grofica Tirolske iz hiše Goriških grofov (* 1318)
- 1532 – Alfonso de Valdés, španski satirik, mislec (*ok. 1490)
- 1685 – Juan Carreño de Miranda, španski slikar(* 1614)
- 1709 – Ivan Mazepa, hetman Kozaškega hetmanata (* 1639)
- 1867 – Elias Howe, ameriški izumitelj (* 1819)
- 1891 – Édouard Lucas, francoski matematik (* 1842)
- 1896 – William Morris, angleški pesnik, slikar (* 1834)
- 1929 – Gustav Stresemann, nemški državnik, nobelovec 1926 (* 1878)
- 1931 – Carl August Nielsen, danski violinist, dirigent, skladatelj (* 1865)
- 1932 – Max Franz Joseph Cornelius Wolf, nemški astronom (* 1863)
- 1951 – Peter Jereb, slovenski skladatelj (* 1868)
- 1967 – Woody Guthrie, ameriški glasbenik (* 1912)
- 1987 – Jean Anouilh, francoski dramatik (* 1910)
- 1996 – Marjan Stare, slovenski besedilopisec, pesnik, novinar in igralec (* 1932)
- 2005 – Alastair Graham Walter Cameron, kanadsko-ameriški astrofizik (* 1925)